# Cobalt(II)-thiocyanat
Cobalt(II)-thiocyanat ist eine anorganische chemische Verbindung des Cobalts aus der Gruppe der Thiocyanate.

## Gewinnung und Darstellung
Cobalt(II)-thiocyanat kann durch Reaktion von Cobalt(II)-sulfat mit Bariumthiocyanat gewonnen werden.
{\displaystyle \mathrm {CoSO_{4}+Ba(SCN)_{2}\longrightarrow BaSO_{4}\downarrow +Co(SCN)_{2}} }
Ebenfalls möglich ist die Darstellung durch Reaktion von Thiocyansäure mit Cobalt(II)-carbonat oder durch Reaktion von Ammoniumthiocyanat und Cobaltsalzen in neutraler Lösung.

## Eigenschaften

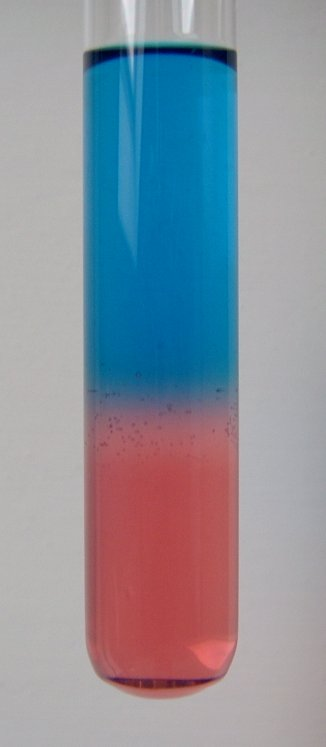
Cobalt(II)-thiocyanat aus Cobalt(II)-chlorid und Kaliumthiocyanat (oben in Aceton, unten in Wasser)

Cobalt(II)-thiocyanat ist ein gelb-brauner Feststoff, der in Wasser löslich ist. Die Lösung hat eine rötliche Farbe. Das Trihydrat hat eine violette bis braune Farbe, das im Durchlicht rot aussieht und sich in Wasser unter Blaufärbung löst. Es wandelt sich ab 105 °C in das Anhydrat um. Das Trihydrat besitzt eine monokline Kristallstruktur mit der Raumgruppe C2/c (Raumgruppen-Nr. 15).

## Verwendung
Cobalt(II)-thiocyanat kann zum Nachweis von Alkaloiden, Methadon, Ephedrin, Cocain und anderen Drogen verwendet werden. Wenn diese zu einer 2-prozentigen Lösung von Cobalt(II)-thiocyanat zugegeben werden, so bildet sich je nach Verbindung ein blauer oder blau-grüner Niederschlag. Dies wird (mit Zugabe von Chloroform) als Scott-Test bezeichnet. Das Trihydrat wird als Luftfeuchtigkeitsindikator verwendet. Eine wässrige Lösung der Verbindung kann zur Bestimmung von nichtionischen Tensiden auf Basis von Ethoxylaten in Wasser verwendet werden.